# Morski sesalec
Morski sesalci so vodni sesalci, ki neposredno izkoriščajo morske ekosisteme za svoje preživetje in so od njih odvisni. Sem spadajo živali, kot so tjulnji, kiti, morske krave, morske vidre in severni medvedi, ki so v manjši ali večji meri vezani na morsko okolje. Ne predstavljajo naravne skupine (klada), temveč izhajajo iz več nesorodnih evolucijskih linij, ki so se drugotno prilagodili na življenje v vodi, kot primer konvergentne evolucije.
Kiti in morske krave so popolnoma morski organizmi, v celoti vezani na morje, ki v vodi preživijo vse življenje. Tjulnji in morski levi so pretežno morski, v vodi preživijo večji del življenja, a se morajo vrniti na kopno za določene aktivnosti, kot je razmnoževanje. Najohlapneje so na morje vezane vidre in severni medvedi, ki ga izkoriščajo v glavnem le kot vir hrane.
Število vrst morskih sesalcev je majhno v primerjavi s kopenskimi, a je njihov vpliv na morske ekosisteme velik, saj so običajno na vrhu prehranjevalne verige. Kot indikatorji stanja okolja zbujajo skrb na globalni ravni, saj je od 129 znanih vrst skoraj četrtina ogroženih.

## Razvrstitev
- Red Cetartiodactyla[4]
  - Podred Whippomorpha
    - Družina Balaenidae (gladki kiti), dva rodova, štiri vrste
    - Družina Cetotheriidae, ena vrsta - mali gladki kit
    - Družina Balaenopteridae (brazdasti kiti), dva rodova, osem vrst
    - Družina Eschrichtiidae (sivi kiti), ena vrsta - sivi kit
    - Družina Physeteridae (glavači), ena vrsta - kit glavač
    - Družina Kogiidae, en rod, dve vrsti
    - Družina Monodontidae (samorogi), dva rodova, dve vrsti
    - Družina Ziphiidae (kljunati kiti), šest rodov, 21 vrst
    - Družina Delphinidae (delfini), 17 rodov, 38 vrst
    - Družina Phocoenidae (rjave pliskavke), dva rodova, sedem vrst
- Red Sirenia (morske krave ali sirene)[4]
  -     - Družina Trichechidae (lamantini), en rod, dve vrsti
    - Družina Dugongidae (dugongi), ena vrsta - dugong
- Red Carnivora (zveri)[4]
  - Podred Caniformia
    - Družina Mustelidae (kune), en rod, tri vrste
    - Družina Ursidae (medvedi), ena vrsta - severni medved

  - Podred Pinnipedia (plavutonožci)
    - Družina Otariidae (uhati tjulnji), sedem rodov, 15 vrst
    - Družina Odobenidae (mroži), ena vrsta - mrož
    - Družina Phocidae (pravi tjulnji), 14 rodov, 18 vrst
- Red Chiroptera (netopirji)
  - Družina Vespertilionidae (gladkonosi netopirji), ena vrsta[5]